# کاردماهی‌های نواردار
کاردماهی‌های نواردار (نام علمی: Gymnotus) یک سرده از ماهیان آب شیرین نوگرمسیری از خانواده کاردماهی پشت‌برهنه است که به‌طور گسترده در آمریکای جنوبی، آمریکای مرکزی و جنوب مکزیک (مدار ۳۶ جنوبی تا مدار ۱۸ درجه شمالی) یافت می‌شود. بیشترین غنای گونه‌ای در حوضه آمازون یافت می‌شود. آنها گاهی با نام انگلیسی banded knifefish نامیده می‌شوند ، اگرچه نام این معمولاً برای گسترده‌ترین گونه، G. carapo اختصاص دارد. به‌طور کلی Gymnotus گسترده‌ترین سرده در راسته کاردماهی‌سانان است.
اگرچه معمولاً توسط انسان خورده نمی‌شود، برخی از اعضای این سرده به‌طور محلی به عنوان طعمه ماهیگیری استفاده می‌شوند و گاهی در آکواریوم‌ها نگهداری می‌شوند.

## زیرسرده‌ها
در حال حاضر، ۴۶ گونه شناخته‌شده در سردهٔ Gymnotus به شش زیرسرده تقسیم شده‌اند:
- زیرسردهٔ Gymnotus (Gymnotus)
- زیرسردهٔ Gymnotus (Lamontiana)
- زیرسردهٔ Gymnotus (Pantherus)
- زیرسردهٔ Gymnotus (Tijax)
- زیرسردهٔ Gymnotus (Tigre)
- زیرسردهٔ Gymnotus (Tigrinus)